# Lars Linzander
Lars Linzander, född 30 november 1700 i Linköpings församling, Östergötlands län, död 3 november 1782 i Normlösa församling, Östergötlands län, var en svensk präst.

## Biografi
Lars Linzander föddes 1700 i Linköpings församling och var son till en murmästare Lars Larsson och Maria Jonsdotter. Han blev 1727 student vid Lunds universitet och avlade 1741 filosofie magisterexamen. Linzander prästvigdes 10 juni 1742. År 1741 blev han extra ordinarie gymnasist docent. Han blev efter prästvigningen adjunkt i Östra Husby församling. Linzander blev 1744 komminister i Linköpings församling och blev 1754 kyrkoherde i Normlösa församling. Linzander avled 1782 i Normlösa församling.

### Familj
Linzander gifte sig 12 december 1744 med Anna Catharina Collander (1720–1802). Hon var dotter till kyrkoherden Johan Collander och Maria Tzander i Östra Husby församling. De fick tillsammans barnen borgmästaren Johan Linzander (1748–1771) i Skänninge, sjömannen Lars Linzander (1748–1771), Claes Gustaf Linzander (1751–1761), bonden Petrus Linzander (1754–1807) på Glänstorp i Järstads församling, Andreas Linzander (1758–1759), Maria Sofia Linzander (1761–1761) och Helena Elisabet Linzander (1763–1774).